# Jordán Tamás (orvos)
Jordán Tamás, Kolozsvári Jordán Tamás, Jordanus (Kolozsvár, 1539 – Brünn, 1585. február 6.) tábori orvos, balneológus, epidemiológus.

## Életútja
Az orvosi tudományokat Párizsban kezdte tanulni, ahonnan Montpellierbe, majd Padovába és Páviába ment, de Rómát is fölkereste, hogy végre 1564-ben Bécsben orvosdoktori rangot és tanári képesítést szerezzen magának. Mikor 1566 tavaszán I. Szulejmán oszmán szultán megindította csapatait a keresztény nyugat ellen, a Dráva, Száva és a Duna hirtelen beállott áradásai megakasztották két hónapra vállalatai kivitelét és veszteglésre kényszerítették. Ezalatt II. Miksa császár Komáromot jelölte ki a világ minden részéből összetoborzott hadoszlopai gyülekező helyévé, Bécset pedig tartalékállomásul; azonban a császári táborban nem csak az élelmiszerek hiányoztak, hanem jó ivóvíz sem volt. Ily körülmények közt a komáromi táborban gyilkoló dühvel ütött ki a hagymáz, amely a birodalmi sereg visszavonulása alatt borzasztóan fokozódott és messze elterjedt Olasz-, Németországba, Hollandiába; ez új hallatlan és mindent rémüléssel eltöltő ragályos betegség egy tífuszos gyomorbaj volt, melynek kíséretében a fülek mellett, a hónalj alatt és az ágyékokban veszedelmes fekélyek is mutatkoztak. E betegségnek, amellyel szemben az orvosok nem tudtak mihez fogni és a melyet morbus pannonicus névvel jelöltek, szentelte Jordán munkájában az első értekezés 19. fejezetét. Ezért oly erősen bíztak az ő szakavatottságában, hogy a bécsi orvosi testület őt oly megbízással küldte Komáromba, hogy ott e betegség okaival, lefolyásával és az ellene alkalmazható legokszerűbb, legbiztosabb gyógymóddal megismerkedjék. Hogy a benne helyezett bizalomnak a legfényesebben megfelelt, bizonyítja a már kortársai közt is sokszorosan nyilvánult elismerés. De bécsi ügyfeleivel gyógymódja miatt heves vitába keveredett; ezek sértve érezték magukat és azon voltak, hogy ezen alkalmatlan ügyfelüktől megszabaduljanak: ajánlották őt a morvaországi rendeknek, akik akkor abban jártak, hogy a folytonos ragályok által okozott országos nyomor és pusztulás megszüntetésére az országos orvosok intézményét életbe léptessék és ily orvosokat évi 300 forint fizetéssel (melyet néhány év múlva 400 forintra emeltek) Brünnben és Olmützben alkalmazzanak. Így jutott Jordán 1570-ben mint primus medicus publicus Moraviae Brünnbe, ahol azonban, noha nagy kitüntetésben részesült és anyagi jóléttől volt környezve, nem találta magát egészen otthon. Jordán oly hírre tett szert és a szenvedő emberiség iránti érdemeit oly magasra becsülték, hogy Morvaország háládatos rendjei őt az ország rendjébe felvették és születéshelye után kolozsvári nemesi előnévvel jutalmazták. Szerényebben, de nem kevésbé jellemzően köszönte meg neki 1581. szeptember 15-én Znaim városa polgármestere és tanácsa cseh nyelven megjelent munkája egy példányának átküldését. A háládatos érzület legmelegebb biztosítása mellett tudniillik azt ígérik neki, hogy annak idején egy kis jó új bort is fognak küldeni, amint a német levél kifejezi: «damit er dieses dankbare Gemüth auch spüre».
Az európai összes nemzetek életében a XV. század vége felé beállott, mélyre ható átalakulások egyik legnevezetesebb tanúbizonysága az a betegség, amelyet 1483 óta, különösen pedig 1490-től fogva olasz orvosok észleltek, a «morbus gallicus», a nép száján pedig francia betegség elnevezés alatt rettegett nyavalya, amelynek neve 1530 óta szifilisz is. Legkorábban 1495-ben nagy terjedelemben és rögtön kiütött Brünnben. Jordán csakhamar ezen betegség felismerése s gyógyításának ismertetésére értekezést adott ki, amelynek belbecséről és terjedéséről a legjobb bizonyíték az, hogy rövid idő alatt három kiadást ért; ő a betegséget quajakkal gyógyította. Brünni megfigyelései alapján arra következtetésre jutott, hogy nemi érintkezésen kívül is terjedhet a szifilisz. Ismert számos gyógyvíz-leírása is.

## Munkái
- 1o. Dubravii Olomuzensis Episcopi Historia Boiemica ... nouis Genelogiarum, Episcoporum, Regum. Ducum Catalogis, necessariis quinetiam Annotationibus sic ornata & illustrata, vt nunc demum edita dici possit ... Basiliae, 1575. (Újabb kiadásai: Hanau, 1602., Frankfurt, 1687.)
- Pestis Phaenomena. De ijs quae circa febrem pestilentem apparent exercitatio ... Francofvrti, 1576.
- Bruno-Gallicus. seu luis novae in Moraviae exortae Descriptio. Ugyanott, 1577. (Újabb kiadásai: Ugyanott, 1580 és 1583. a szerző arczk. Ism. Jeiteles a Prager Vierteljahrsschrift 79. kötetében)
- Knijha O Wodách Hogitedlnycjh neb Teplicech Morawskych. (Brünn, 1580. A morvaországi ásványvizekről. Latinul: De Aquis Medicatis Moraviae, Commentariolvs cz. Frankfurt. 1586. Különnyomatban megjelent ebből: a Trencsin-Teplicz fürdőről: Succincta narratio de origine et usu thermarum Teplicensium...Olomucii, 1572. és németül: Kurzer Bericht.. cz. Uo. 1752.)
- Consilia medica. Francofurti, 1598. (Scholcz Lőrincz munkájában: Epistolae Cratonis)
- A járványokról; ford., jegyz. Magyar László András; Gondolat, Budapest, 2022

### Kéziratai
- Commentariolus de aquis medicatis in gnere (az olmützi egyetem könyvtárában; ennek másolata a Magyar Nemzeti Múzeum kézirattárában, ívrét 70 lap) és De thermis Trencsiniensibus (szintén a Magyar Nemzeti Múzeumban, 8rét 24 lap.)